# West Indies Tri-Nation Twenty20 Women’s Series 2013/14
Die West Indies Tri-Nation Twenty20 Women’s Series 2013/14 war ein Drei-Nationen-Turnier, das vom 14. bis zum 26. Oktober 2013 in Barbados im WTwenty20-Cricket ausgetragen wurde. Bei dem zur internationalen Cricket-Saison 2013/14 gehörenden Turnier nahm neben den West Indies als Gastgeber, England und Neuseeland teil. Im Finale setzten sich die West Indies mit 8 Wickets gegen England durch.

## Vorgeschichte
Neuseeland und die West Indies bestritten zuvor eine WODI-Serie gegeneinander, für England war es die erste Tour der Saison.

## Format
In einer Vorrunde spielt jede Mannschaft gegen jede andere zwei Mal. Für einen Sieg gibt es zwei, für ein Unentschieden oder No Result einen Punkt. Die beiden Gruppenersten qualifizieren sich für das Finale und spielen dort um den Turniersieg.

## Stadien
Die folgenden Stadien wurden für die Tour als Austragungsort vorgesehen.
| Stadt      | Land     | Stadion         | Kapazität | Spiele                |
| ---------- | -------- | --------------- | --------- | --------------------- |
| Bridgetown | Barbados | Kensington Oval | 11.000    | 1. – 6. Spiel; Finale |

## Kaderlisten
Neuseeland benannte seinen Kader am 18. Juli 2013.
Die West Indies benannten ihren Kader am 9. September 2013.
England benannte seinen Kader am 1. Oktober 2013.
| WTwenty20 | WTwenty20 | WTwenty20 |
| West Indies | England | Neuseeland |
| --- | --- | --- |
| - Merissa Aguilleira (K, wk) - Shemaine Campbelle - Shanel Daley - Deandra Dottin - Chinelle Henry - Stacy-Ann King - Kyshona Knight - Anisa Mohammed - Juliana Nero - Shaquana Quintyne - Shakera Selman - Tremayne Smartt - Stafanie Taylor | - Charlotte Edwards (K) - Tammy Beaumont - Holly Colvin - Kate Cross - Tash Farrant - Lydia Greenway - Jenny Gunn - Danielle Hazell - Amy Jones - Beth Langston - Natalie Sciver - Sarah Taylor (wk) - Lauren Winfield - Danni Wyatt | - Suzie Bates (K) - Erin Bermingham - Nicola Browne - Rachel Candy - Sophie Devine - Natalie Dodd - Maddy Green - Frances Mackay - Morna Nielsen - Katie Perkins - Rachel Priest - Sian Ruck - Amy Satterthwaite - Lea Tahuhu |

## Spiele

### Vorrunde
Tabelle
| Teams       | Sp. | S | N | U | R | NR | BP | Punkte | NRR    |
| ----------- | --- | - | - | - | - | -- | -- | ------ | ------ |
| West Indies | 4   | 3 | 1 | 0 | 0 | 0  | 0  | 6      | +1.858 |
| England     | 4   | 2 | 2 | 0 | 0 | 0  | 0  | 4      | −0.556 |
| Neuseeland  | 4   | 1 | 3 | 0 | 0 | 0  | 0  | 2      | −1.036 |

Sieg: 2 Punkte; Remis: 1 Punkte
Spiele
| 14. Oktober Scorecard | Bridgetown | West Indies 104-6 (20)          | – | Neuseeland 81 (19) |
|                       |            | West Indies gewinnt mit 23 Runs |   |                    |

Die West Indies gewannen den Münzwurf und entschieden sich als Schlagmannschaft zu beginnen. Als Spielerin des Spiels wurde Anisa Mohammed ausgezeichnet.
| 16. Oktober Scorecard | Bridgetown | Neuseeland 109-6 (20)         | – | England 111-5 (19.1) |
|                       |            | England gewinnt mit 5 Wickets |   |                      |

Neuseeland gewann den Münzwurf und entschied sich als Schlagmannschaft zu beginnen. Als Spielerin des Spiels wurde Tammy Beaumont ausgezeichnet.
| 18. Oktober Scorecard | Bridgetown | West Indies 140-6 (20)          | – | England 129-8 (20) |
|                       |            | West Indies gewinnt mit 11 Runs |   |                    |

England gewann den Münzwurf und entschied sich als Feldmannschaft zu beginnen. Als Spielerin des Spiels wurde Shaquana Quintyne ausgezeichnet.
| 20. Oktober Scorecard | Bridgetown | Neuseeland 101-7 (20)         | – | West Indies 92-8 (20) |
|                       |            | Neuseeland gewinnt mit 9 Runs |   |                       |

Neuseeland gewann den Münzwurf und entschied sich als Schlagmannschaft zu beginnen. Als Spielerin des Spiels wurde Rachel Priest ausgezeichnet.
| 22. Oktober Scorecard | Bridgetown | England 125-8 (20)          | – | Neuseeland 106 (20) |
|                       |            | England gewinnt mit 19 Runs |   |                     |

England gewann den Münzwurf und entschied sich als Schlagmannschaft zu beginnen. Als Spielerin des Spiels wurde Natalie Sciver ausgezeichnet.
| 24. Oktober Scorecard | Bridgetown | West Indies 118-7 (20) / 9/0 (0.1)                | – | England 118-7 (20) / 6/1 (1) |
|                       |            | Unentschieden (West Indies gewinnt im Super Over) |   |                              |

Die West Indies gewannen den Münzwurf und entschieden sich als Schlagmannschaft zu beginnen. Als Spielerin des Spiels wurde Stafanie Taylor ausgezeichnet.

### Finale
| 26. Oktober Scorecard | Bridgetown | England 115-5 (20)                | – | West Indies 119-2 (16.5) |
|                       |            | West Indies gewinnt mit 8 Wickets |   |                          |

England gewann den Münzwurf und entschied sich als Schlagmannschaft zu beginnen. Als Spielerin des Spiels wurde Stafanie Taylor ausgezeichnet.

## Statistiken
Die folgenden Cricketstatistiken wurden bei dieser Tour erzielt.
| WTwenty20         | WTwenty20   | WTwenty20 | WTwenty20 | WTwenty20 | WTwenty20 | WTwenty20 | WTwenty20 | WTwenty20 |
| Batting           | Batting     | Batting   | Batting   | Batting   | Batting   | Batting   | Batting   | Batting   |
| Spieler           | Mannschaft  | Spiele    | Innings   | Runs      | Average   | HS        | 100s      | 50s       |
| ----------------- | ----------- | --------- | --------- | --------- | --------- | --------- | --------- | --------- |
| Stafanie Taylor   | West Indies | 5         | 5         | 160       | 40,00     | 51*       | 0         | 1         |
| Deandra Dottin    | West Indies | 5         | 5         | 156       | 39,00     | 52        | 0         | 1         |
| Suzie Bates       | Neuseeland  | 4         | 4         | 112       | 28,00     | 48        | 0         | 0         |
| Charlotte Edwards | England     | 3         | 3         | 91        | 30,33     | 42        | 0         | 0         |
| Kyshona Knight    | West Indies | 5         | 5         | 75        | 15,00     | 28        | 0         | 0         |
| Natalie Sciver    | England     | 5         | 5         | 75        | 18,75     | 36*       | 0         | 0         |
| Bowling           |             |           |           |           |           |           |           |           |
| Spieler           | Mannschaft  | Spiele    | Overs     | Wickets   | Average   | BBI       | 5W        | 10W       |
| Jenny Gunn        | England     | 5         | 17.0      | 11        | 8,00      | 5/18      | 1         | 0         |
| Shaquana Quintyne | West Indies | 5         | 18.0      | 8         | 11,12     | 5/16      | 1         | 0         |
| Erin Bermingham   | Neuseeland  | 4         | 16.0      | 7         | 11,42     | 2/12      | 0         | 0         |
| Anisa Mohammed    | West Indies | 5         | 15.0      | 7         | 11,57     | 5/12      | 1         | 0         |
| Natalie Sciver    | England     | 5         | 15.0      | 7         | 16,14     | 4/21      | 0         | 0         |